# بهمن آقاجانپور
بهمن آقاجانپور قادی کلایی در سال ۱۳۴۰ در محله قادی کلاً از توابع قائم‌شهر به دنیا آمده و در همان شهر به تحصیل پرداخت؛ و بعد از خدمت سربازی سال ۱۳۶۴ وارد تربیت معلم هنر شده و در سال ۱۳۶۶ فارغ از تحصیل شدن مشغول به تدریس گردید.
در همان سال سال ۱۳۶۶ وارد با قبول شدن در رشته صنایع دستی وارد دانشگاه هنر تهران گردیده و در سال ۱۳۷۲ رشته کارشناس فنی صنایع دستی فارغ‌التحصیل شده‌ استاز آن به بعد به تدریس هنر مشغول شد.

در سال‌های ۱۳۷۵ و ۱۳۸۵ به عنوان نماینده رشته گرافیک از مازندران در بررسی کتاب‌های درسی وزرات آموزش و پرورش حضور داشته‌اند.
در سال ۱۳۶۷ از وزارت آموزش پرورش درجه ۱ هنری را دریافت داشته‌است. در سال ۱۳۷۸ در یادواره محمد تقی جعفر تبریز بین دانشکده‌های کشور رتبه اول خوشنویس را در یافت داشت؛ و از سال ۱۳۸۵ مشغول نوشتن کتاب هنر سوخت چرم گردیده و دو جلد کتاب هنر سوخت چرم تألیف نمود کتاب اول در سال ۱۳۹۳ تألیف و در مورد تاریخ هنر سوخت چرم است و کتاب دوم که در مورد آموزش هنر سوخت چرم است را در سال ۱۳۹۵ تألیف گردیده‌ است.
و در خرداد ۱۳۹۵ به عنوان چهره ماندگار ایران انتخاب گردیده‌ است.